# Mark Hamilton
Mark David Hamilton (Louisville, 6 de febrero de 1958) es un deportista estadounidense que compitió en piragüismo en la modalidad de aguas tranquilas. Ganó una medalla de plata en los Juegos Panamericanos de 1991 en la prueba de K2 500 m.

## Palmarés internacional
| Juegos Panamericanos | Juegos Panamericanos | Juegos Panamericanos | Juegos Panamericanos |
| Año                  | Lugar                | Medalla              | Competición          |
| -------------------- | -------------------- | -------------------- | -------------------- |
| 1991                 | La Habana (Cuba)     | Medalla de plata     | K2 500 m             |